# Akihiro Endō
Akihiro Endō (jap. 遠藤 彰弘 Endō Akihiro; ur. 18 września 1975) – japoński piłkarz.

## Kariera klubowa
Od 1994 do 2007 roku występował w klubach Yokohama F. Marinos i Vissel Kobe.

## Kariera reprezentacyjna
Został powołany do kadry na Igrzyska Olimpijskie w 1996 roku.